# 1979 no desporto

## Automobilismo
- 22 de abril - Acontece a primeira prova da Stock Car Brasil no Autódromo de Tarumã, Rio Grande do Sul.[1]
- 1 de julho - Jean-Pierre Jabouille vence o GP da França, em Dijon-Prenois, sua primeira vitória na carreira e também a primeira da Renault, assim como do motor turbo na categoria. Nas últimas voltas, a prova ficou marcada pela disputa roda a roda da 2ª posição entre Gilles Villeneuve (Ferrari) e René Arnoux (Renault), disputa que é considerada por muitos como a melhor da Fórmula 1.[2]
- 26 de agosto - Nelson Piquet marca os primeiros 3 pontos na carreira com o 4º lugar no GP da Holanda, em Zandvoort.[3]
- 9 de setembro - O sul-africano Jody Scheckter vence o GP da Itália, em Monza, e torna-se Campeão mundial de Fórmula 1 com duas provas de antecedência.[4]
- 23 de setembro - Ayrton Senna é vice-campeão mundial de kart.[5]

## Ciclismo
- 22 de julho - Bernard Hinault (França) vence a 66ª edição da Volta à França em bicicleta.[6]

## Futebol
- 27 de julho - O Olimpia é campeão da Libertadores da América.[7]
- 12 de setembro - O Atlético Mineiro é bicampeão mineiro.[8]
- 24 de setembro - O Santa Cruz é bicampeão pernambucano.[9]
  - Fundação da Confederação Brasileira de Futebol, a CBF.[10]
- 28 de setembro - O Bahia é heptacampeão baiano.[11]
- 11 de dezembro - O Paraguai é campeão da Copa América pela segunda vez.[12]
- 23 de dezembro - O Internacional é tricampeão brasileiro de forma invicta.[13]

## Nascimentos
| Data            | Nome                        | Profissão                              | Nacionalidade                          | Observações | Ref    |
| --------------- | --------------------------- | -------------------------------------- | -------------------------------------- | ----------- | ------ |
| 3 de janeiro    | Adriano Louzada             | futebolista                            | Brasil                                 |             |        |
| 4 de janeiro    | Tristan Gommendy            | automobilista                          | França                                 |             |        |
| 7 de janeiro    | Ricardo Maurício            | automobilista                          | Brasil                                 |             |        |
| 8 de janeiro    | Adrian Mutu                 | futebolista                            | Roménia                                |             |        |
| 8 de janeiro    | Stipe Pletikosa             | futebolista                            | Croácia                                |             |        |
| 9 de janeiro    | Fabiano Gadelha             | futebolista                            | Brasil                                 |             |        |
| 10 de janeiro   | Alessandro Mori Nunes       | futebolista                            | Brasil                                 |             |        |
| 10 de janeiro   | Kristien Van Lierop         | vôlei de praia                         | Bélgica                                |             | [ 14 ] |
| 12 de janeiro   | Grzegorz Rasiak             | futebolista                            | Polónia                                |             |        |
| 13 de janeiro   | Paulo César Tinga           | futebolista                            | Brasil                                 |             |        |
| 15 de janeiro   | Martin Petrov               | futebolista                            | Bulgária                               |             |        |
| 15 de janeiro   | Mary Pierce                 | tenista                                | Estados Unidos                         |             |        |
| 17 de janeiro   | Ricardo Cabanas             | futebolista                            | Suíça                                  |             |        |
| 18 de janeiro   | Paulo Ferreira              | futebolista                            | Portugal                               |             |        |
| 24 de janeiro   | Leandro Desábato            | futebolista                            | Argentina                              |             |        |
| 26 de janeiro   | Maksym Kalynychenko         | futebolista                            | Ucrânia                                |             |        |
| 3 de fevereiro  | Lúcio Flávio                | futebolista                            | Brazil                                 |             |        |
| 4 de fevereiro  | Giorgio Pantano             | automobilista                          | Itália                                 |             |        |
| 9 de fevereiro  | Irina Slutskaya             | patinadora                             | Rússia                                 |             |        |
| 13 de fevereiro | Rafael Márquez              | futebolista                            | México                                 |             |        |
| 16 de fevereiro | Valentino Rossi             | motociclista                           | Itália                                 |             |        |
| 16 de fevereiro | Allann Dellon               | futebolista                            | Brasil                                 |             |        |
| 21 de fevereiro | Pascal Chimbonda            | futebolista                            | França                                 |             |        |
| 22 de fevereiro | Brett Emerton               | futebolista                            | Austrália                              |             |        |
| 28 de fevereiro | Ivo Karlovic                | tenista                                | Croácia                                |             |        |
| 28 de fevereiro | Michael Bisping             | artes marciais mistas                  | Inglaterra · Chipre (nasc.)            |             |        |
| 28 de fevereiro | Sébastien Bourdais          | automobilista                          | França                                 |             |        |
| 2 de março      | Damien Duff                 | futebolista                            | Irlanda                                |             |        |
| 3 de março      | Michael Dias                | automobilista                          | Brasil                                 |             |        |
| 3 de março      | Albert Jorquera             | futebolista                            | Espanha                                |             |        |
| 4 de março      | André Nascimento            | jogador de volei                       | Brasil                                 |             |        |
| 4 de março      | Vyacheslav Malafeyev        | futebolista                            | Rússia                                 |             |        |
| 5 de março      | Gonçalo Pinto Coelho        | best motorcycle racer that never raced | Portugal                               |             |        |
| 14 de março     | Nicolas Anelka              | futebolista                            | França                                 |             |        |
| 18 de março     | Fernando Baiano             | futebolista                            | Brasil                                 |             |        |
| 20 de março     | Francileudo Santos          | futebolista                            | Tunísia · Brasil (nasc.)               |             |        |
| 22 de março     | Aldo Duscher                | futebolista                            | Argentina                              |             |        |
| 29 de março     | Estela Giménez              | ginasta rítmica                        | Espanha                                |             |        |
| 30 de março     | Anatoliy Tymoshchuk         | futebolista                            | Ucrânia                                |             |        |
| 12 de abril     | Mateja Kežman               | futebolista                            | Sérvia                                 |             |        |
| 14 de abril     | Noé Pamarot                 | futebolista                            | França                                 |             |        |
| 16 de abril     | Christijan Albers           | automobilista                          | Países Baixos                          |             |        |
| 17 de abril     | Rodrigão                    | jogador de volei                       | Brasil                                 |             |        |
| 18 de abril     | Anthony Davidson            | automobilista                          | Inglaterra                             |             |        |
| 19 de abril     | Antoaneta Stefanova         | enxadrista                             | Bulgária                               |             |        |
| 19 de abril     | Leandro Silva Wanderley     | futebolista                            | Brasil                                 |             |        |
| 21 de abril     | Tobias Linderoth            | futebolista                            | Suécia                                 |             |        |
| 26 de abril     | Ferydoon Zandi              | futebolista                            | Irão                                   |             |        |
| 29 de abril     | Ryan Sharp                  | automobilista                          | Escócia                                |             |        |
| 30 de abril     | Gerardo Torrado             | futebolista                            | México                                 |             |        |
| 6 de maio       | Gerd Kanter                 | atleta                                 | Estónia                                |             |        |
| 6 de maio       | Jocivalter Liberato         | futebolista                            | Brasil                                 |             |        |
| 6 de maio       | Jon Montgomery              | piloto de skeleton                     | Canadá                                 |             |        |
| 14 de maio      | Mickaël Landreau            | futebolista                            | França                                 |             |        |
| 14 de maio      | Carlos Tenorio              | futebolista                            | Equador                                |             |        |
| 15 de maio      | Renato Dirnei Florêncio     | futebolista                            | Brasil                                 |             |        |
| 16 de maio      | Eduardo César Daud Gaspar   | futebolista                            | Brasil                                 |             |        |
| 18 de maio      | Mariusz Lewandowski         | futebolista                            | Polónia                                |             |        |
| 19 de maio      | Andrea Pirlo                | futebolista                            | Itália                                 |             |        |
| 25 de maio      | Carlos Bocanegra            | futebolista                            | Estados Unidos                         |             |        |
| 26 de maio      | Mehmet Okur                 | ex-basquetebolista                     | Turquia                                |             |        |
| 26 de maio      | Janny Sikazwe               | árbitro futebolístico                  | Zâmbia                                 |             |        |
| 27 de maio      | Mile Sterjovski             | futebolista                            | Austrália                              |             |        |
| 27 de maio      | Filipe Anunciação           | futebolista                            | Portugal                               |             |        |
| 29 de maio      | Arne Friedrich              | futebolista                            | Alemanha                               |             |        |
| 5 de junho      | Cristiano S. de Lima Júnior | futebolista                            | Brasil                                 | m. 2004     |        |
| 5 de junho      | Sebastián Saja              | futebolista                            | Argentina                              |             |        |
| 9 de junho      | Dario Dainelli              | futebolista                            | Itália                                 |             |        |
| 11 de junho     | Ricardo Berna               | futebolista                            | Brasil                                 |             |        |
| 14 de junho     | Paradorn Srichaphan         | tenista                                | Tailândia                              |             |        |
| 26 de junho     | Konstantinos Katsouranis    | futebolista                            | Grécia                                 |             |        |
| 2 de julho      | Sam Hornish Jr.             | automobilista                          | Estados Unidos                         |             |        |
| 5 de julho      | Amélie Mauresmo             | tenista                                | França                                 |             |        |
| 11 de julho     | Éric Abidal                 | futebolista                            | França                                 |             |        |
| 12 de julho     | Valdir Papel                | futebolista                            | Brasil                                 |             |        |
| 15 de julho     | Charles Zwolsman            | automobilista                          | Países Baixos                          |             |        |
| 17 de julho     | Robin Szolkowy              | patinador artístico                    | Alemanha                               |             |        |
| 20 de julho     | Miklós Fehér                | futebolista                            | Hungria                                | m. 2004     | [ 15 ] |
| 21 de julho     | Andriy Voronin              | futebolista                            | Ucrânia                                |             |        |
| 23 de julho     | Ricardo Sperafico           | automobilista                          | Brasil                                 |             |        |
| 31 de julho     | Per Krøldrup                | futebolista                            | Dinamarca                              |             |        |
| 2 de agosto     | Henry Antchouet             | futebolista                            | Gabão                                  |             |        |
| 5 de agosto     | David Healy                 | futebolista                            | Irlanda do Norte                       |             |        |
| 12 de agosto    | Cindy Klassen               | patinadora                             | Canadá                                 |             |        |
| 12 de agosto    | Liu Xuan                    | ginasta                                | China                                  |             |        |
| 14 de agosto    | Alejandro Escalona          | futebolista                            | Chile                                  |             |        |
| 15 de agosto    | Tong Jian                   | patinador artístico                    | China                                  |             |        |
| 25 de agosto    | Marlon Harewood             | futebolista                            | Inglaterra                             |             |        |
| 27 de agosto    | Mairon César Reis           | futebolista                            | Brasil                                 |             |        |
| 30 de agosto    | Juan Ignacio Chela          | tenista                                | Argentina                              |             |        |
| 4 de setembro   | Dwight Pezzarossi           | futebolista                            | Guatemala                              |             |        |
| 4 de setembro   | Kosuke Matsuura             | automobilista                          | Japão                                  |             |        |
| 5 de setembro   | John Carew                  | futebolista                            | Noruega                                |             |        |
| 6 de setembro   | Raphael Claus               | árbitro futebolístico                  | Brasil                                 |             |        |
| 11 de setembro  | David Pizarro               | futebolista                            | Chile                                  |             |        |
| 13 de setembro  | Ivan Miljkovic              | jogador de voleibol                    | Iugoslávia                             |             |        |
| 17 de setembro  | Carlinhos Bala              | futebolista                            | Brasil                                 |             |        |
| 18 de setembro  | Daniel Aranzubia            | futebolista                            | Espanha                                |             |        |
| 21 de setembro  | Martina Beck                | biatleta                               | Alemanha                               |             |        |
| 22 de setembro  | Zvonimir Deranja            | futebolista                            | Croácia                                |             |        |
| 1 de outubro    | Gilberto Martínez Vidal     | futebolista                            | Costa Rica                             |             |        |
| 1 de outubro    | Walewska                    | voleibolista                           | Brasil                                 | m. 2023     | [ 16 ] |
| 5 de outubro    | Lukáš Zelenka               | futebolista                            | Chéquia                                |             |        |
| 5 de outubro    | Vincenzo Grella             | futebolista                            | Austrália                              |             |        |
| 7 de outubro    | Simona Amânar               | ginasta                                | Roménia                                |             |        |
| 14 de outubro   | Rodrigo Tello               | futebolista                            | Chile                                  |             |        |
| 15 de outubro   | Māris Verpakovskis          | futebolista                            | Letônia                                |             |        |
| 17 de outubro   | Kimi Räikkönen              | automobilista                          | Finlândia                              |             |        |
| 22 de outubro   | Deivid de Souza             | fufebolista                            | Brasil                                 |             |        |
| 3 de novembro   | Édson Bastos                | futebolista                            | Brasil                                 |             |        |
| 5 de novembro   | Patrick Owomoyela           | futebolista                            | Alemanha                               |             |        |
| 5 de novembro   | David Suazo                 | futebolista                            | Honduras                               |             |        |
| 11 de novembro  | Michael Valiante            | automobilista                          | Estados Unidos                         |             |        |
| 19 de novembro  | Sandro Hiroshi              | futebolista                            | Brasil                                 |             |        |
| 20 de novembro  | Naide Gomes                 | atleta, saltadora em comprimento       | Portugal · São Tomé e Príncipe (nasc.) |             |        |
| 21 de novembro  | Vincenzo Iaquinta           | futebolista                            | Itália                                 |             |        |
| 5 de dezembro   | Matteo Ferrari              | futebolista                            | Itália · Argélia (nasc.)               |             |        |
| 5 de dezembro   | Rustam Kasimdzhanov         | enxadrista                             | Uzbequistão                            |             |        |
| 6 de dezembro   | Tim Cahill                  | futebolista                            | Austrália                              |             |        |
| 7 de dezembro   | Lampros Choutos             | futebolista                            | Grécia                                 |             |        |
| 8 de dezembro   | Joeano                      | futebolista                            | Brasil                                 |             |        |
| 10 de dezembro  | Ferreira Pinto              | futebolista                            | Brasil                                 |             |        |
| 10 de dezembro  | Ildefons Lima               | futebolista                            | Andorra                                |             |        |
| 11 de dezembro  | Massimo Scali               | patinador artístico                    | Itália                                 |             |        |
| 14 de dezembro  | Michael Owen                | futebolista                            | Inglaterra                             |             |        |
| 24 de dezembro  | Pang Qing                   | patinadora artística                   | China                                  |             |        |
| 26 de dezembro  | Fabián Carini               | futebolista                            | Uruguai                                |             |        |
| 28 de dezembro  | James Blake                 | tenista                                | Estados Unidos                         |             |        |
| 30 de dezembro  | Flávio Amado                | futebolista                            | Angola                                 |             |        |

## Mortes
| Data        | Nome                     | Profissão          | Nacionalidade | Observações | Ref |
| ----------- | ------------------------ | ------------------ | ------------- | ----------- | --- |
| 12 de maio  | Pierre Brunet            | remador            | França        | n. 1908     |     |
| 26 de junho | Afrânio Antônio da Costa | atirador esportivo | Brasil        | n. 1892     |     |